# Рзаев, Видади Вагиф оглы
Видади́ Ваги́ф оглы́ Рза́ев (азерб. Vidadi Vagif oğlu Rzayev, написание имени при рождении: Видади Ваҝиф оғлу Рзајев; род. 4 сентября 1967, Кировабад) — советский и азербайджанский футболист; тренер. Игровое амплуа — полузащитник.

## Клубная карьера
Начал выступления в клубе «Нефтчи» (Баку) в 1986 году.
В октябре 1991 перешёл в клуб второй лиги «Динамо» (Гянджа), где за 4 игры забил 2 мяча.
В апреле 1992 провёл 1 игру за российский клуб «Терек» (Грозный), после чего вернулся в Азербайджан. До августа 1992 играл за «Туран» (Товуз), вместе с которым завоевал бронзу 1-го чемпионата Азербайджана. В октябре 1992 сыграл ещё одну игру за «Терек» и более на поле в 1992 году не выходил. В 1993 в составе команды отыграл 13 игр, забил 1 гол. Из-за политической нестабильности в Чечне по завершении сезона покинул команду.
С 1994 снова играл за «Туран», стал чемпионом сезона 1993/94. В сезоне 1994/95 дебютировал в еврокубках — провёл 1 игру за «Туран» против турецкого «Фенербахче».
Со 2-й половины сезона 1995/96 — снова в составе «Нефтчи» (Баку). По итогам сезона стал чемпионом и обладателем Кубка страны. За 2 последующих сезона особых успехов не добился.
В сезоне 1998/99 перешёл в «Кяпаз» (Гянджа). С командой стал чемпионом страны и лучшим бомбардиром сезона с 18 мячами. В сезоне 1999/2000 вместе с командой взял Кубок Азербайджана.
Накануне сезона 2000/01 подписал контракт с турецким «Эрзурумспором». За команду провёл 2 игры, после чего получил тяжёлую травму и выбыл до конца сезона. Усугубило положение и то обстоятельство, что главный тренер «Эрзерумспора», азербайджанский специалист Руслан Абдуллаев, который и пригласил Рзаева, после разгрома от «Галатасарая» со счётом 0:7 подал в отставку. В итоге уже в сентябре 2000 Рзаев вернулся в Азербайджан.
В 2001 перешёл в клуб азербайджанской премьер-лиги «Шамкир», с которым также завоевал золото.
В середине сезона 2001/02 перешёл в «Карабах» (Агдам).
В 2003—2005 — снова в составе «Нефтчи» (Баку).
Сезон 2005/06 провёл в «Олимпике» (Баку). В начале 2006 из-за конфликта с руководством клуба был отчислен из команды, но уже в апреле 2006 года был снова принят в команду (пригласило новое руководство). Завершил футбольную карьеру по окончании сезона.
В 2007—2008 — главный тренер «Карвана». Однако при нём клуб вылетел из высшей лиги. Работал тренером-селекционером клуба «Габала». В 2011 году — тренер клуба «Кяпаз».
Проживает в селе Ашыглы.

## Сборная Азербайджана
С 1992 по 2001 год защищал цвета национальной сборной Азербайджана. Провёл 35 игр, забил 5 мячей.

## Достижения
- Чемпион Азербайджана (5): 1993/94 («Туран»), 1995/96, 2004/05 («Нефтчи»), 1998/99 («Кяпаз»), 2000/01 («Шамкир»)
- Серебряный призёр чемпионата Азербайджана 1996/97 («Нефтчи»), бронзовый призёр 1994/95 («Нефтчи»)
- Обладатель Кубка Азербайджана (3): 1995/96, 2003/04 («Нефтчи»), 1999/2000 («Кяпаз»)
- Лучший игрок Кубка чемпионов Содружества 2005 («Нефтчи»)[5]

## Интересные факты
- В 1996 году был назван «Лучшим футболистом Азербайджана» по версии газеты «АФФА Ньюс»[6].
- По количеству забитых мячей (65) за всю карьеру футболиста занимает 24-е место в списке лучших бомбардиров азербайджанской премьер-лиги[7].
- Автор победного мяча, забитого в ворота сборной Швейцарии 31 августа 1996 года в Баку в отборочном матче чемпионата мира 1998 между национальными сборными Азербайджана и Швейцарии, в котором азербайджанская сборная одержала историческую победу со счётом 1:0.